# Fluusa (cràter)
Fluusa és un cràter sobre la superfície del planeta nan Ceres, situat amb el sistema de coordenades planetocèntriques a -27.67 ° de latitud nord i 182.34 ° de longitud est. Fa un diàmetre de 60 km. El nom va ser fet oficial per la UAI el 15 d'octubre del 2015 i fa referència a Fluusa, deessa de les flors de la mitologia dels oscs.